# هاري نوكانن
هاري نوكانن (بالفنلندية: Harri Nykänen)‏ هو صحفي وكاتب سيناريو وكاتب فنلندي، ولد في 20 يونيو 1953 في هلسنكي في فنلندا.

## وصلات خارجية
- هاري نوكانن على موقع IMDb (الإنجليزية)
- هاري نوكانن على موقع قاعدة بيانات الفيلم (الإنجليزية)